# 7A busz (Salgótarján)
A salgótarjáni 7A jelzésű autóbuszok a Helyi autóbusz-állomás és a Fáy András körút között közlekednek a Helyi Autóbusz-állomás - Kórház - Fáy András körút - Kórház - Helyi Autóbusz-állomás útvonalon. Menetideje 30 perc, a vonalon szóló buszok közlekednek.

## Története
A Kemerovó-lakótelep 1960-as évekbeli átadását követően sokáig nélkülözni kellett, az ott lakóknak a helyi járati autóbuszokat, ugyanis a Dimitrov út (ma Losonci út és Alkotmány út) állapota sokáig nem volt alkalmas menetrend szerinti autóbusz-közlekedésre. 1970-ben indult el a 7-es jelzésű járat a Helyi járati autóbusz-állomás – Dimitrov út – Kemerovo körút útvonalon. Még ugyanebben az évben elindult a párja 7A jelzéssel azonban az a járat a Kórház felé közlekedett.
A járatok sokáig tartózkodás után indultak vissza a Kemerovó-lakótelepi végállomásról (ez a megálló valószínűleg a mai Fáy András körút 20. megálló lehetett) a helyi járati autóbusz-végállomásra. Ez a rendszer 1981. október 5-én szűnt meg azóta a buszok tartózkodás nélkül járnak körbe a Kemerovó-lakótelepen.
1989-ben egy ikerjárata indult 37-es jelzéssel a Déli decentrum–Kórház–Kemerovo körút útvonalon. A 7A az Északi fordulóig, a 37-es a Déli decentrumig járt. 1997-ben a helyi járati autóbusz-állomás Déli decentrumba költöztetése után a 7A vette át a 37-es szerepét.
2001-ben a Fáy András körút felújítása miatt az év augusztus 31-től szeptember 8-ig a 7-es és 7A buszok csak a Losonci út 61. megállóig jártak.

## Útvonala
| Helyi autóbusz-állomás felé: |
| --- |
| Helyi autóbusz-állomás – Rákóczi út – Füleki út – Móricz Zsigmond út – Kercseg út – Fáy András körút – Kercseg út – Móricz Zsigmond út – Füleki út – Rákóczi út – Helyi autóbusz-állomás |

## Megállóhelyei
| 7A ((Sugár út → Uzoni Iskola →) Helyi autóbusz-állomás → Kórház → Fáy András körút → Losonci út → Helyi autóbusz-állomás) |                              | | |
| Perc (↓) | Megállóhely                  | Megállóhelyet érintő járatok | Fontosabb létesítmények                                                                                              |
| A Sugár útról csak a munkanapokon közlekedő 6:25-ös járat indul                                                           |                              | | |
| +1 | Sugár út 126.                | 7A, 63S | Szennyvíztisztító telep                                                                                              |
| +2 | Sugár út 96.                 | 7A, 63S | |
| +3 | Sugár út 32.                 | 7A, 63S | |
| Az Uzoni Iskolától csak a munkanapokon, és iskolai előadások napján közlekedő 11:40-es járat indul                        |                              | | |
| +1 | Uzoni iskola                 | 1U, 7A, 7C, 63S | Uzoni Péter Gimnázium és Általános Iskola                                                                            |
| +2 | Újtelepi elágazó             | 1U, 7A, 7C, 63, 63S 3045 | |
| +3 | Rózsafa, bejárati út         | 1U, 7A, 7C, 63, 63S 3045 | |
| +4 | Csokonai út, szakközépiskola | 1U, 7A, 7C, 63, 63S 3045 | Salgótarjáni Szakképzési Centrum Borbély Lajos Szakközépiskolája, Szakiskolája és Kollégiuma                         |
| +5 | Volán központ                | 1U, 3, 4A, 7A, 7C, 9, 13, 19, 36, 63S, 113 1305, 3045, 3055, 3058, 3075, 3080, 3081                                                                                            | KMKK - Nógrád Megyei Területi Igazgatóság                                                                            |
| 0 | Helyi autóbusz-állomás       | 1, 1U, 2A, 2T, 3, 3C, 4, 5, 6, 7, 7A, 7B, 7C, 8, 9, 11, 11A, 11B, 13, 14, 19, 27A, 36, 46, 58, 63, 63S, 113 1305, 3055, 3058, 3075, 3080, 3081 Hatvan–Somoskőújfalu-vasútvonal | Salgótarján külső Salgótarján helyi autóbusz-állomás                                                                 |
| 1 | Külső-pályaudvar bejárati út | 1, 1U, 2A, 2T, 3, 3C, 4, 5, 6, 7, 7A, 7B, 7C, 8, 9, 11, 11A, 11B, 13, 14, 19, 27A, 36, 46, 58, 63, 63S, 113 1305, 3055, 3058, 3075, 3080, 3081 Hatvan–Somoskőújfalu-vasútvonal | Salgótarján külső Salgótarján helyi autóbusz-állomás                                                                 |
| 2 | Tűzhelygyár alsó             | 1, 1U, 2A, 2T, 3C, 5, 6, 7, 7A, 7B, 7C, 8, 11, 11A, 11B, 13, 14, 19, 27A, 36, 46, 58, 63, 63S, 113                                                                             | Tűzhelygyár |
| 3 | Tűzhelygyár                  | 1, 1U, 2A, 2T, 3C, 5, 6, 7, 7A, 7B, 7C, 8, 11, 11A, 11B, 13, 14, 19, 27A, 36, 46, 58, 63, 63S, 113 1305, 3055, 3058, 3075, 3080, 3081                                          | Tűzhelygyár, Salgótarjáni Szakképzési Centrum Stromfeld Aurél Gépipari, Építőipari és Informatikai Szakközépiskolája |
| 5 | Megyeháza                    | 1, 1U, 3C, 5, 6, 7, 7A, 7B, 7C, 8, 9, 11, 11A, 11B, 13, 14, 19, 27A, 36, 46, 58, 63, 63S, 113 1305, 3055, 3058, 3075, 3080, 3081                                               | Megyeháza |
| 6 | Bem utca                     | 1, 3C, 5, 6, 7, 7A, 7B, 7C, 8, 11, 11A, 11B, 14, 19, 27A, 36, 46, 58, 63, 63S                                                                                                  | Városháza, Dornyay Béla Múzeum, Apolló Mozi                                                                          |
| 8 | Fő tér                       | 1, 1U, 6, 7, 7A, 7B, 11, 11A, 11B, 13, 14, 19, 27A, 36, 46, 63, 63S, 113 Hatvan–Somoskőújfalu-vasútvonal                                                                       | Salgótarján József Attila Művelődési és Konferencia Központ, Karancs Szálló, dr. Förster Kálmán Emlékpark            |
| 10 | Füleki úti körforgalom       | 1, 1U, 6, 7, 7A, 7B, 11, 11A, 11B, 13, 14, 19, 27A, 36, 46, 63, 63S, 113 | |
| 11 | Szent Lázár Kórház           | 6, 7, 7A, 7B, 11, 11A, 11B, 19, 27A, 36, 61, 63, 63S, 113 | Nógrád Vármegyei Szent Lázár Kórház                                                                                  |
| 13 | Rendelőintézet               | 6, 7, 7A, 7B, 11, 11A, 11B, 19, 27A, 36, 61, 63, 63S, 113 | Rendelőintézet |
| 15 | Losonci út 61.               | 7, 7A, 7B, 7C, 27A | |
| 16 | Fáy András körút 90.         | 7, 7A, 7B, 7C, 27A | Körúti Óvoda |
| 17 | Kiskörúti elágazás           | 7, 7A, 7B, 7C, 27A | |
| 18 | Fáy András körút 20.         | 7, 7A, 7B, 7C, 27A | |
| 19 | Kercseg út 35.               | 7, 7A, 7B, 7C, 27A | |
| 20 | Rendelőintézet               | 6, 7, 7A, 7B, 11, 11A, 11B, 19, 27A, 36, 61, 63, 63S, 113 | Rendelőintézet |
| 21 | Szent Lázár Kórház           | 6, 7, 7A, 7B, 11, 11A, 11B, 19, 27A, 36, 61, 63, 63S, 113 | Nógrád Vármegyei Szent Lázár Kórház                                                                                  |
| 22 | Füleki úti körforgalom       | 1, 1U, 6, 7, 7A, 7B, 11, 11A, 11B, 13, 14, 19, 27A, 36, 46, 63, 63S, 113 | |
| 24 | Fő tér                       | 1, 1U, 6, 7, 7A, 7B, 11, 11A, 11B, 13, 14, 19, 27A, 36, 46, 63, 63S, 113 Hatvan–Somoskőújfalu-vasútvonal                                                                       | Salgótarján József Attila Művelődési és Konferencia Központ, Karancs Szálló, dr. Förster Kálmán Emlékpark            |
| 26 | Megyeháza                    | 1, 1U, 3C, 5, 6, 7, 7A, 7B, 7C, 8, 9, 11, 11A, 11B, 13, 14, 19, 27A, 36, 46, 58, 63, 63S, 113 1305, 3055, 3058, 3075, 3080, 3081                                               | Megyeháza |
| 27 | Tűzhelygyár                  | 1, 1U, 2A, 2T, 3C, 5, 6, 7, 7A, 7B, 7C, 8, 11, 11A, 11B, 13, 14, 19, 27A, 36, 46, 58, 63, 63S, 113 1305, 3055, 3058, 3075, 3080, 3081                                          | Tűzhelygyár, Salgótarjáni Szakképzési Centrum Stromfeld Aurél Gépipari, Építőipari és Informatikai Szakközépiskolája |
| 28 | Tűzhelygyár alsó             | 1, 1U, 2A, 2T, 3C, 5, 6, 7, 7A, 7B, 7C, 8, 11, 11A, 11B, 13, 14, 19, 27A, 36, 46, 58, 63, 63S, 113                                                                             | Tűzhelygyár |
| 29 | Külső-pályaudvar bejárati út | 1, 1U, 2A, 2T, 3, 3C, 4, 5, 6, 7, 7A, 7B, 7C, 8, 9, 11, 11A, 11B, 13, 14, 19, 27A, 36, 46, 58, 63, 63S, 113 1305, 3055, 3058, 3075, 3080, 3081 Hatvan–Somoskőújfalu-vasútvonal | Salgótarján külső Salgótarján helyi autóbusz-állomás                                                                 |
| 30 | Helyi autóbusz-állomás       | 1, 1U, 2A, 2T, 3, 3C, 4, 5, 6, 7, 7A, 7B, 7C, 8, 9, 11, 11A, 11B, 13, 14, 19, 27A, 36, 46, 58, 63, 63S, 113 1305, 3055, 3058, 3075, 3080, 3081 Hatvan–Somoskőújfalu-vasútvonal | Salgótarján külső Salgótarján helyi autóbusz-állomás                                                                 |

## Közlekedés
A járatok egész nap közlekednek, két járat induló állomása tér el az eredetitől. Munkanapokon a 6:25-ös a Sugár úttól, iskolai előadási napokon a 11:40-kor induló járat az Uzoni Iskolától indul.

## Külső hivatkozások
- Valós idejű utastájékoztatás Archiválva 2018. augusztus 21-i dátummal a Wayback Machine-ben